# Scott McGrory
Scott McGrory (n. 22 decembrie 1969, Walwa⁠(d), Victoria, Australia) este un ciclist australian, medaliat olimpic. A participat la 2 ediții ale Jocurilor Olimpice (1988, 2000) în care a câștigat o medalie de aur.